# 파다른 베이스루드
파다른 베이스루드 압 테기드(웨일스어: Padarn Beisrudd ap Tegid→테기드의 아들 붉은 외투 파다른)은 기원후 400년경 태어나 로마 제국의 브라타니아 속주 헨 오글레드에서 활동했다는 인물이다. 웨일스 전통야사에 따르면 파다른의 손자 쿠네다는 마나우 고도딘에서 남하하여 오늘날의 북웨일스 지역에 귀네드를 세웠다고 한다.
야사에서는 파다른이 로마군에 복무하여 어느 정도 출세한 인물로, 380년대 또는 그 전에 마그누스 막시무스가 오늘날의 스코틀랜드 클라크매넌셔에 배치한 보타디니 부대를 이끌었다고 전한다. 또는 당시 로마가 국경지대의 이민족들을 교린하던 방식으로 로마 벼슬을 받은 독립 군장이었을 수도 있다.  파다른은 아마 죽을 때까지 자기 군대를 통제했을 것이며, 죽은 뒤에는 아들 에데어른과 손자 쿠네다가 그 지휘권을 계승했을 것이다.
파다른의 외투는 프러데인섬의 13대 비보 중 하나라고 한다.
6세기 사람인 브라가 주교 파테르누스와 이 파다른이 헷갈리기도 했으며, 아서 왕이 그의 옷을 훔치려다 기독교로 개종했다거나 하는 프로파간다성 이야기도 있었다.